# Лайнер

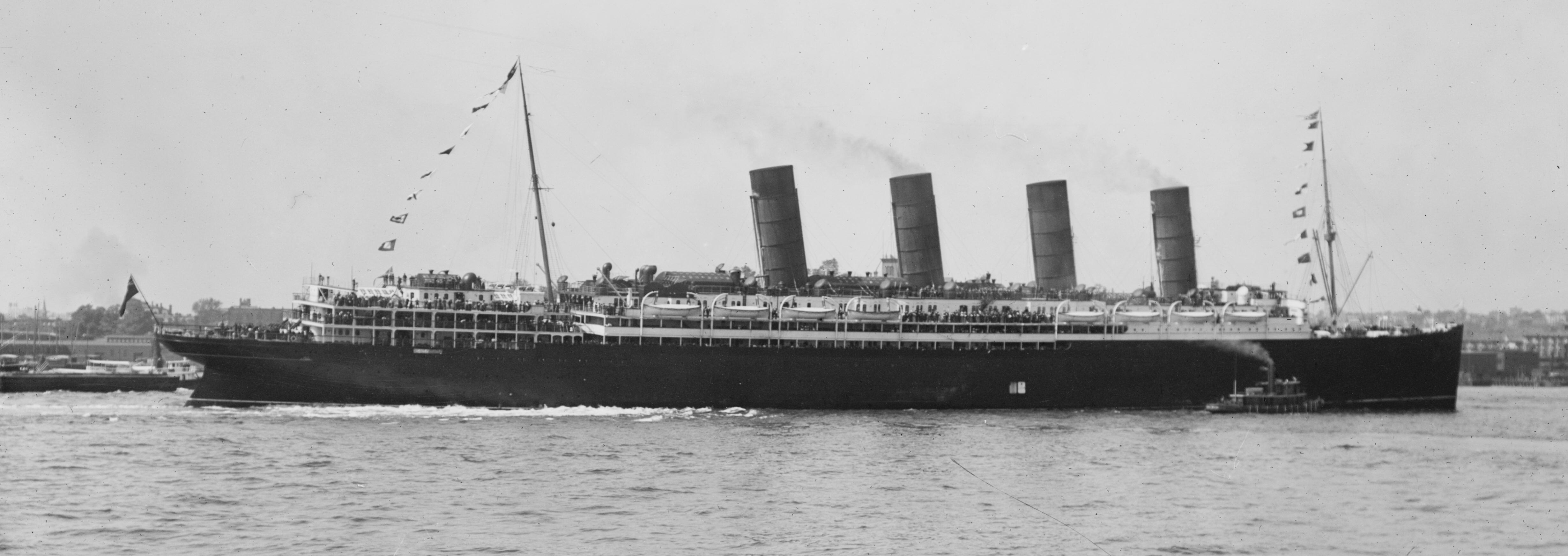
Океанський лайнер «Лузітанія»

Ла́йнер, тж. океанський лайнер (англ. liner від line — «лінія, маршрут») — судно, як правило, пасажирське, яке використовують для здійснення рейсів за заздалегідь оголошеним розкладом по певному маршруту, транспортній лінії. Наприклад, як «Титанік», який мусив плавати по лінії Саутгемптон—Нью-Йорк і назад. Не слід плутати судно-лайнер з круїзними суднами, функція котрих розважальні рейси для відпочинку по циклічному маршруту. У наш час поширення дешевших та швидших міжконтинентальних авіаційних перельотів, значення лайнерів як виду регулярного сполучення занепало і тому цим словом по традиції називають великі пасажирські кораблі.
Часто слово «лайнер» (або «авіалайнер») застосовують також до великих пасажирських літаків. У сучасному судноплавстві в подібному режимі найчастіше використовують контейнеровози — спеціалізовані судна, призначені для перевезення контейнерів. Відповідно, обслуговувані ними лінії зазвичай називаються «сервісами». Лайнерам протиставляються трампи («бродяги», англ. tramps) — судна, які ходять між різними портами без розкладу, залежно від наявності партій вантажу. Океанські лайнери звичайно були добре побудовані з високими надводними бортами, щоб витримати морські хвилі і несприятливі умови, з якими стикаються кораблі у відкритому океані. Вони також мали велику кількість палива і інших запасів, які споживалися під час багатоденної або багатотижневої подорожі.
Океанські лайнери були головним видом міжконтинентальної подорожі більш як сторіччя, від середини 19-го сторіччя до 1960-х років, коли їх остаточно витіснили авіалайнери. На додаток до пасажирів, лайнери також несли пошту і вантаж. Лайнери, які займалися перевезенням пошти мали позначення RMS (Royal Mail Steamer) для британських кораблів або SS (steamship) для американських. Крім пасажирів і пошти лайнери займались перевезенням військ під час двох світових воєн, служили як кораблі-шпиталі, а також їх використовували для перевезення коштовностей, золота тощо.
Найбільшою пасажирською мережею було трансатлантичне сполучення між Європою і Америкою. На цьому маршруті, як правило, використовували найновіші, найбільші і найдосконаліші лайнери. Перед появою авіаційних лайнерів основне перевезення пасажирів виконувалося лайнерами середньої тоннажності, як правило іммігрантів з Європи до Америки.
З 1838 року неофіційно, а потім з 1935 року офіційно засновано нагороду найшвидшого лайнера Атлантичного океану (лайнера, що перетнув Атлантичний океан за найменший час) — Блакитна стрічка Атлантики